# سار صیقلی
سار درخشان یا سار دماغه (به انگلیسی: Cape starling) گونه‌ای سار است که در در جنگل‌ها و بوته‌های آفریقای جنوبی زندگی می‌کند. دو زیرگونه از این گونه وجود دارد. در سال ۱۷۶۰، جانورشناس فرانسوی، ماتورین ژاک بریسون، توصیفی از سار درخشان را در پرنده‌شناسی خود بر اساس نمونه‌ای که در آنگولا جمع‌آوری شده بود، ارائه کرد. سار درخشان دارای طول بالغ حدود ۲۵ سانتی‌متر (۱۰ اینچ) و وزن حدود ۱۰۰ گرم (۳٫۵ اونس) است. پرهای پرنده بالغ به رنگ روشن و براق نسبتاً یکنواخت است. سر آبی با پوشش گوش تیره‌تر و قسمت‌های بالایی بدن به رنگ آبی مایل به سبز است. سار درخشان آواز طویل طولانی دارد که ممکن است شامل تقلیدی از صداهایی باشد که در محیط خود می‌شنود. سار درخشان در قسمت جنوبی آفریقا یافت می‌شود. دامنه زندگی آن منتهی الیه جنوب گابن، غرب و جنوب آنگولا، منتهی الیه جنوب زامبیا، در سراسر زیمبابوه، نامیبیا، بوتسوانا، لسوتو و آفریقای جنوبی را در بر می‌گیرد.